# Marbach (St. Gallen)
Marbach (gsw. Marpa) – miejscowość i gmina we wschodniej Szwajcarii, w kantonie St. Gallen, w okręgu Rheintal.

## Demografia
W Marbach mieszka 2 106 osób. W 2021 roku 19,4% populacji gminy stanowiły osoby urodzone poza Szwajcarią. 

## Transport
Przez teren gminy przebiega droga główna nr 13. 